# Victor Koretzky
  Victor Koretzky    (Besiers, 26 d'agost de 1994) és un ciclista francès de cross-country olímpic. Va guanyar el campionat mundial de cross-country olímpic l'any 2011. Competint amb l'equip francès va guanyar el campionat mundial de cross-country team relay (XCR) el 2011, 2015, i 2016.
Koretzky va representar França a la secció de ciclisme de muntanya als Jocs Olímpics d'Estiu de 2016 a Rio de Janeiro, Brasil.
El 2022 fitxà per l'equip B&B Hotels-KTM de ciclisme en ruta. El seu primer triomf l'aconseguí el maig, en guanyar una etapa de l'Alps Isera Tour.
El seu germà Clément Koretzky també és ciclista.

## Palmarès en cross-country
2017
Copa Catalana Internacional
1r Banyoles
2018
Copa Catalana Internacional
1r Banyoles
1r Barcelona
2n National XCO Championships
2019
1r National XCO Championships
French Cup
2n Marseille
2n Levens
Copa Catalana Internacional
2n Banyoles
UCI XCC World Cup
3r Les Gets
2020
Copa Catalana Internacional
1r Barcelona
2n Banyoles
UCI XCC World Cup
2n Nové Město
2021
1r National XCC Championships
UCI XCO World Cup
1r Albstadt
1r Lenzerheide
UCI XCC World Cup
1r Snowshoe
2n Albstadt
3r Lenzerheide
French Cup
1r Lons-le-Saunier
1r Marseille
Copa Catalana Internacional
1r Banyoles
1r Barcelona
Internazionali d’Italia Series
2n Andora
3r  UCI World XCO Championships

### Palmarès en ruta
- 2022
  - Vencedor d'una etapa a l'Alps Isera Tour